# Lăscud, Mureș
Lăscud este un sat în comuna Ogra din județul Mureș, Transilvania, România.

## Istoric
Prima atestare documentară a satului este din 1414.

## Vechea mănăstire
Este amintită în documentul "Specificatio I".

## Obiective memoriale
Parcela Eroilor Români din Al Doilea Război Mondial este amplasată în cadrul cimitirului. A fost amenajată în anul 1944 și are o suprafață de 120 mp. În această parcelă sunt înhumați 19 eroi necunoscuți și 18 eroi cunoscuți.

## Personalități
- Bernard Ștef (1916-2010), călugăr asumpționist, deținut politic, om de cultură

## Imagini

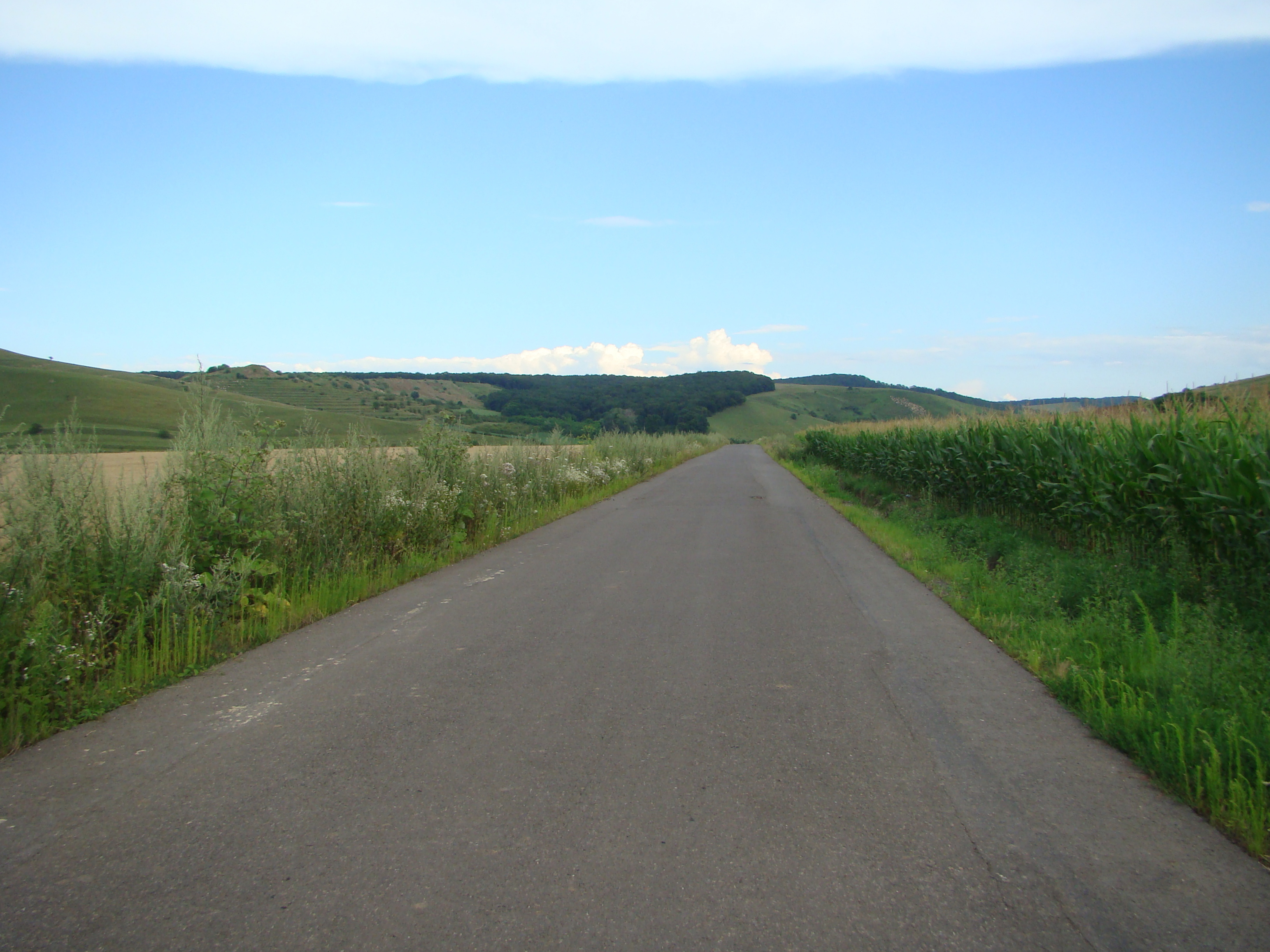
Drumul Ogra-Lăscud
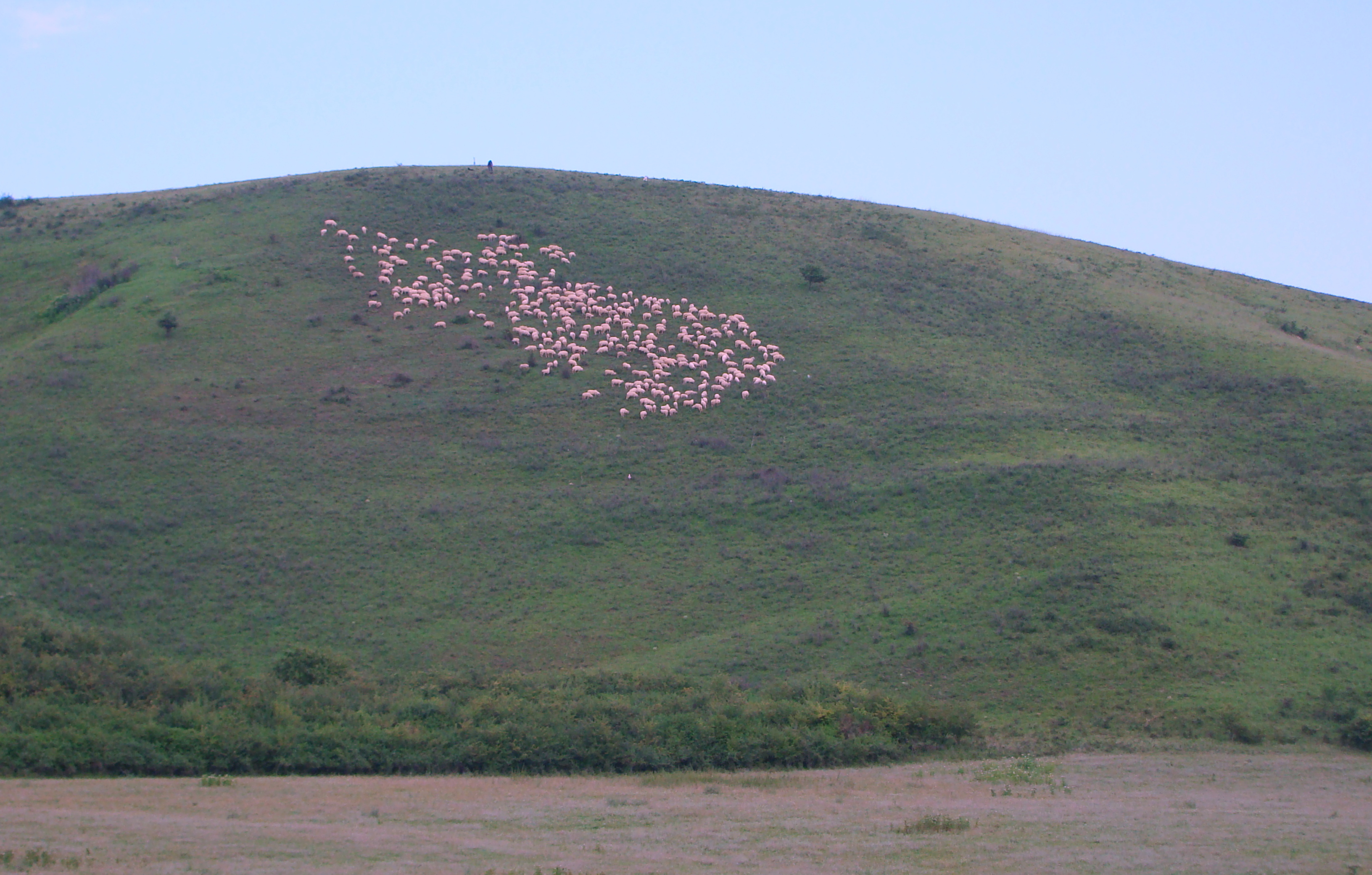
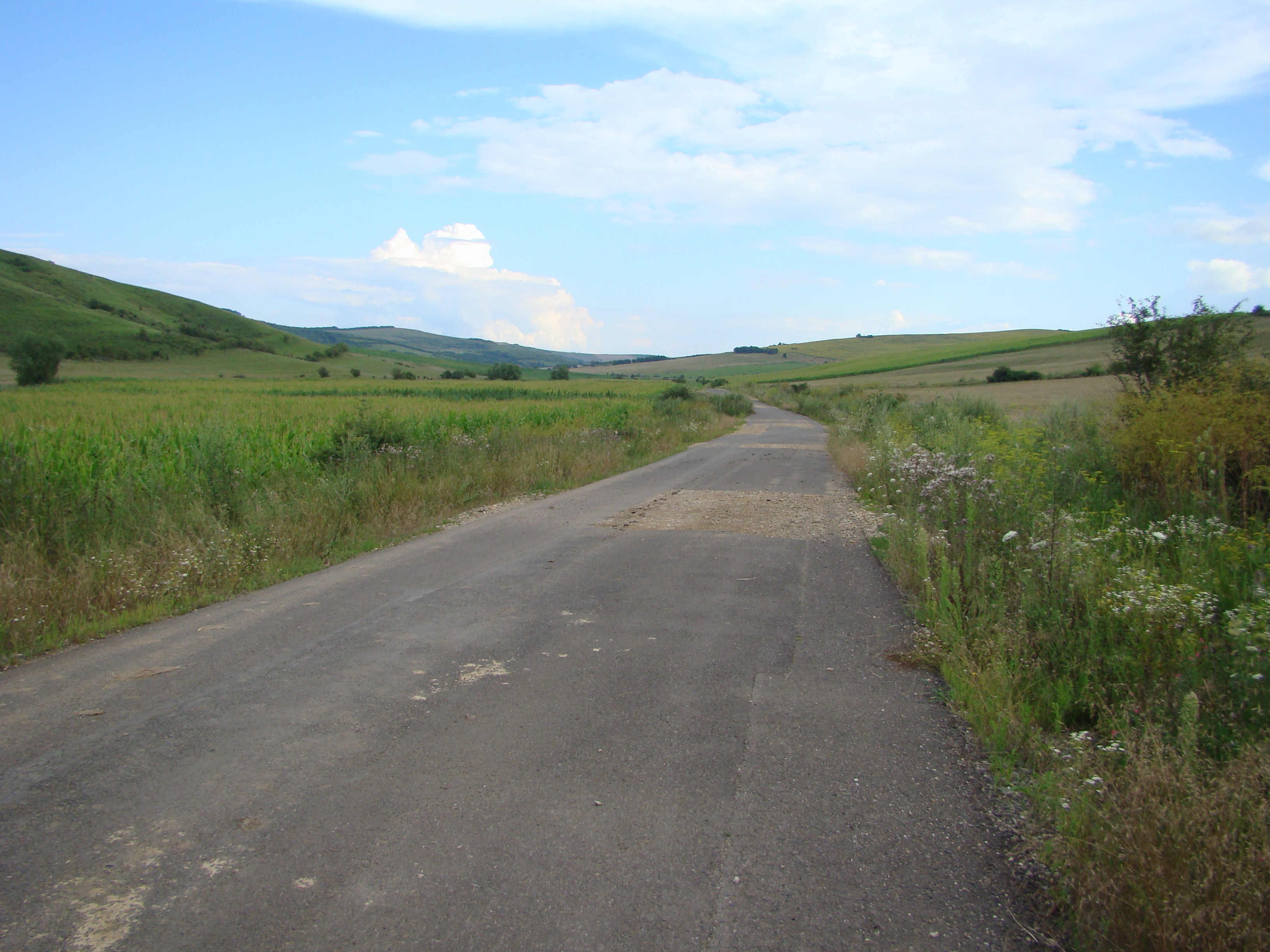
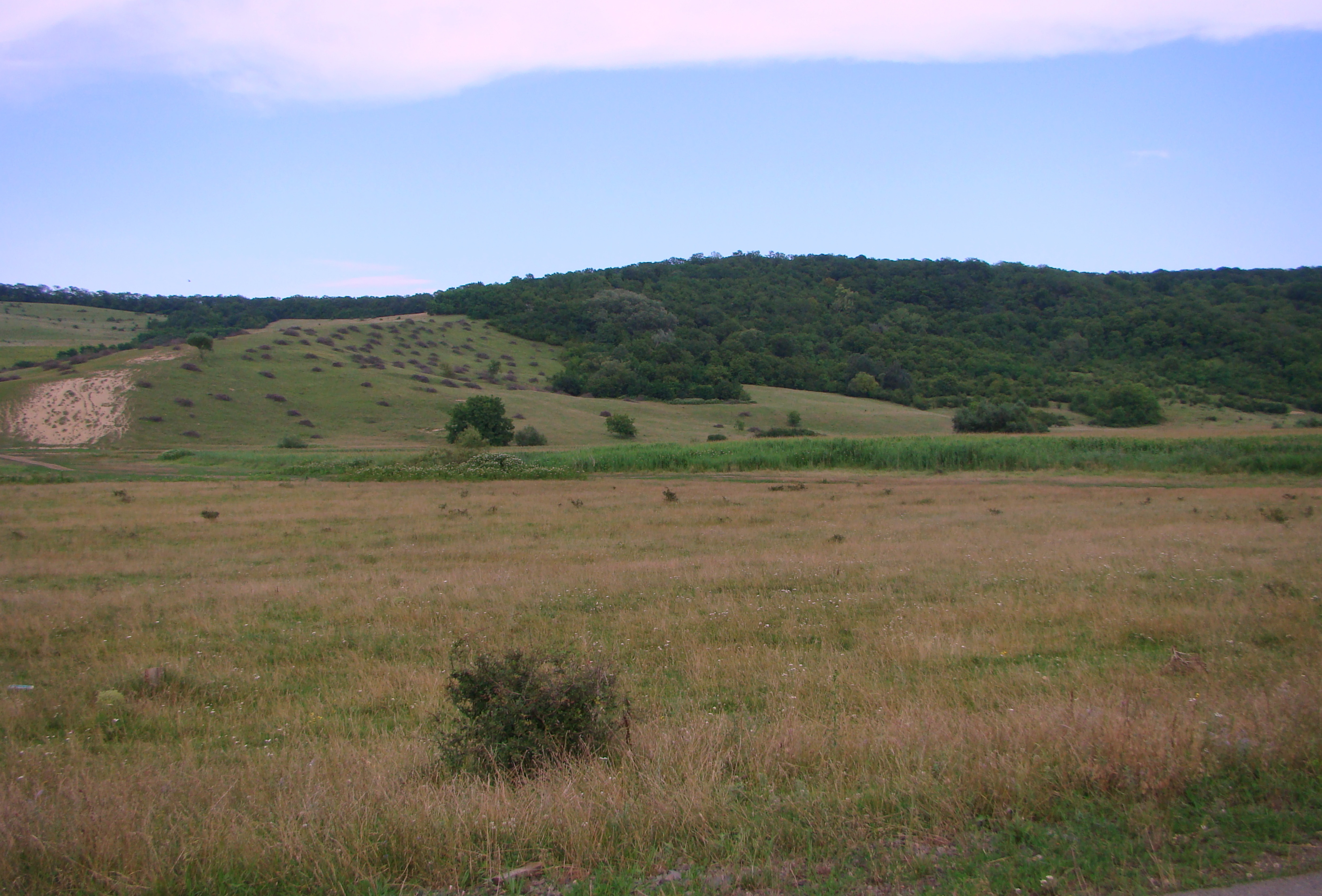
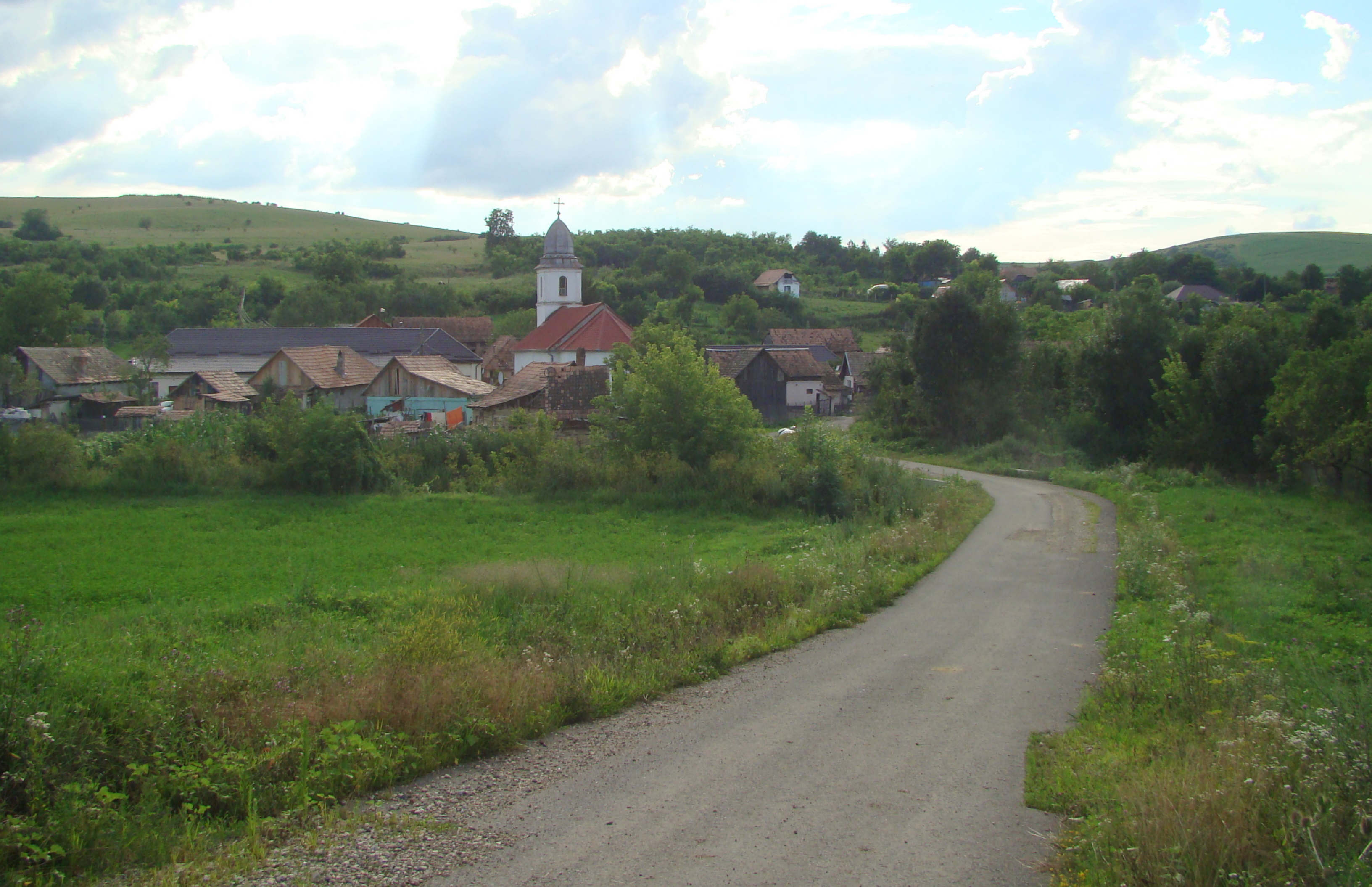
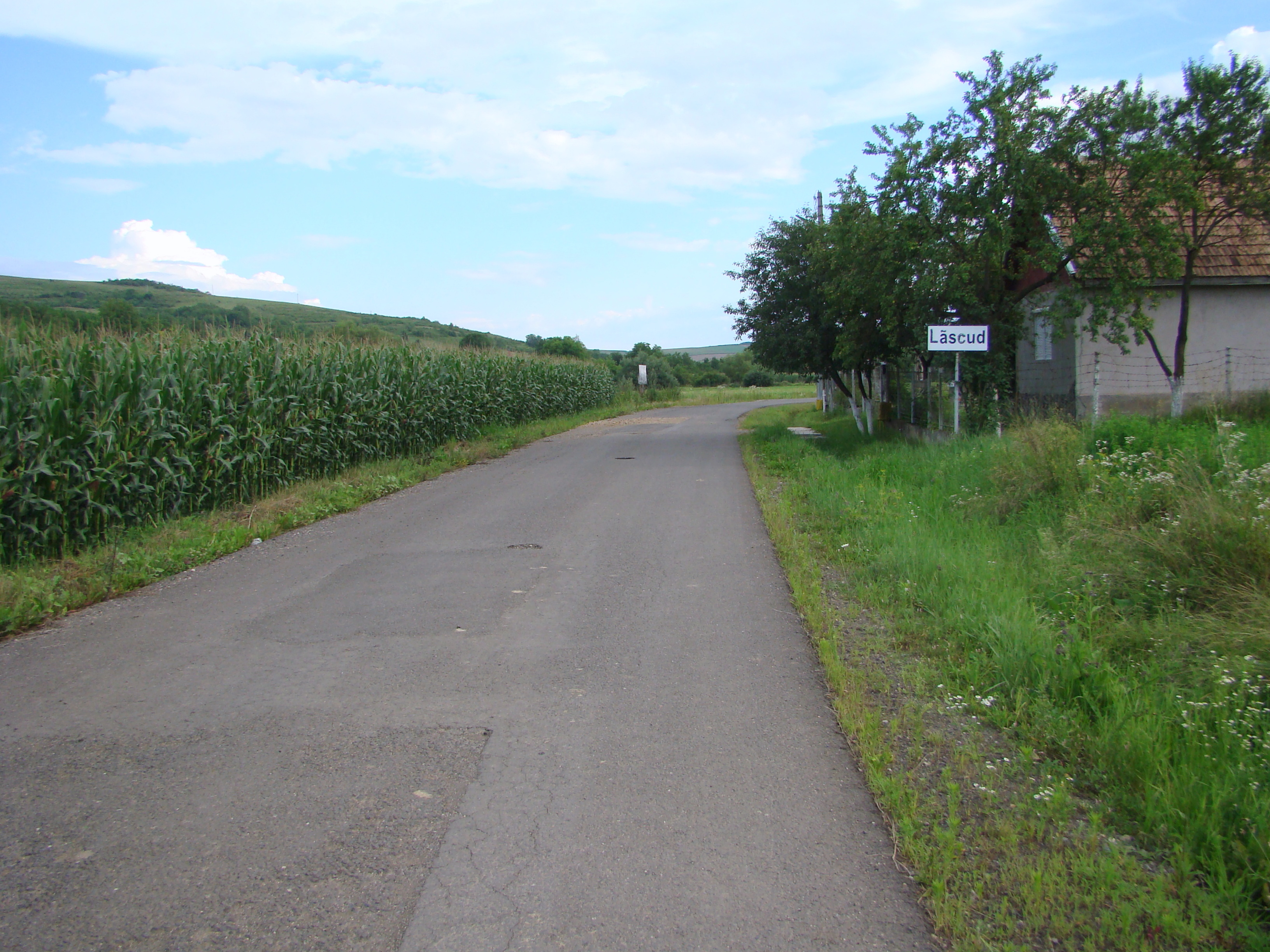
Intrarea în localitate
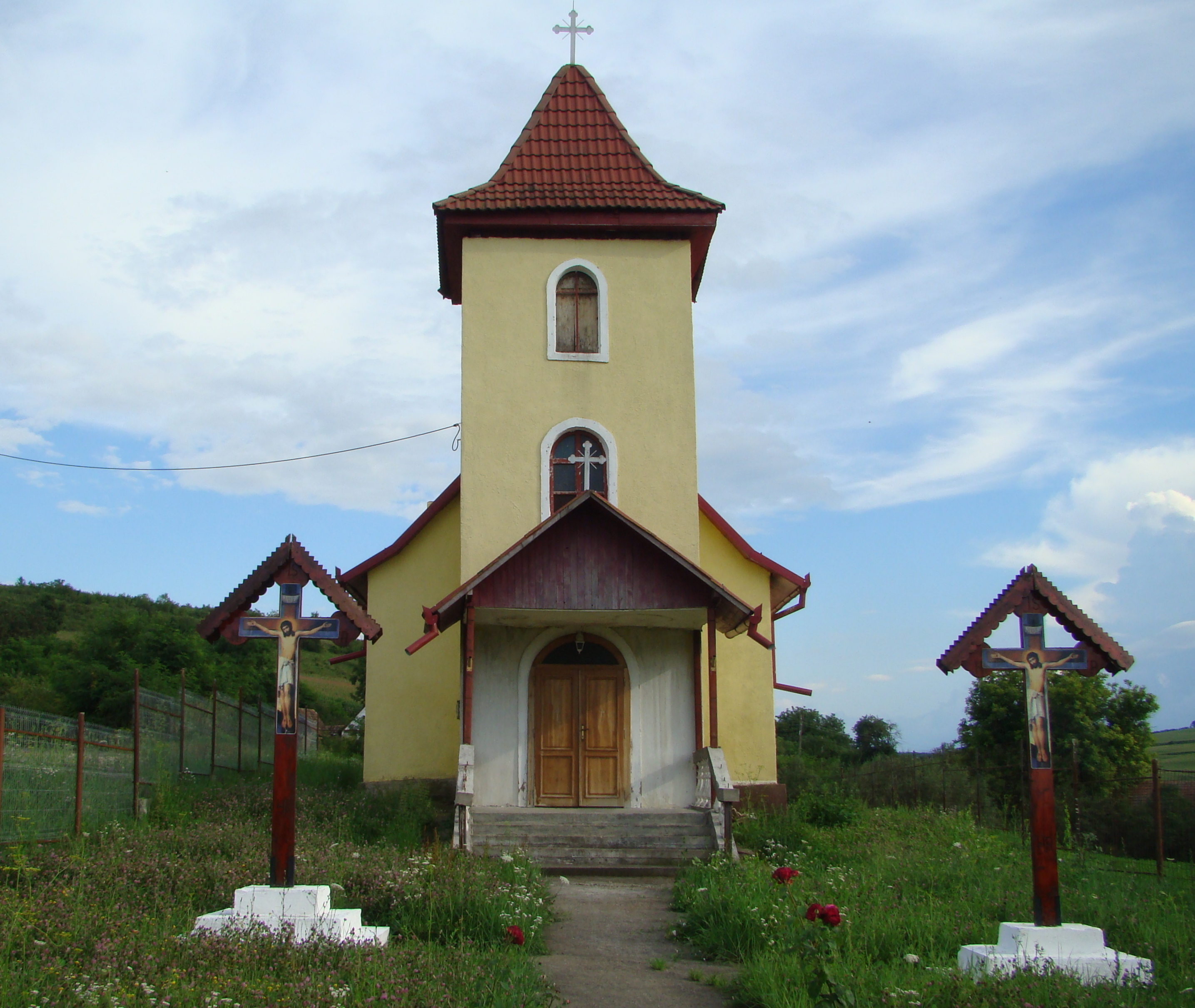
Biserica ortodoxă
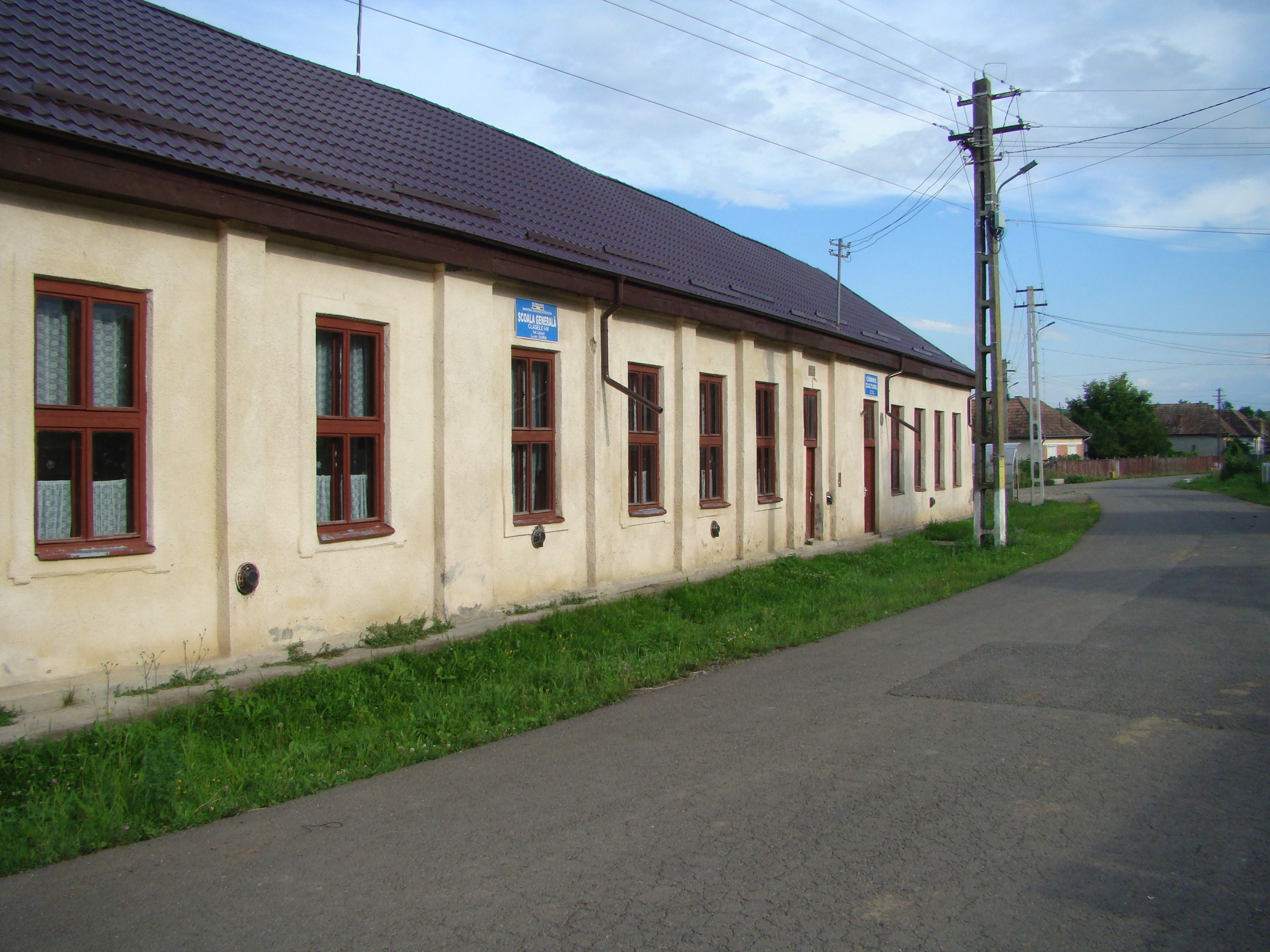
Școala
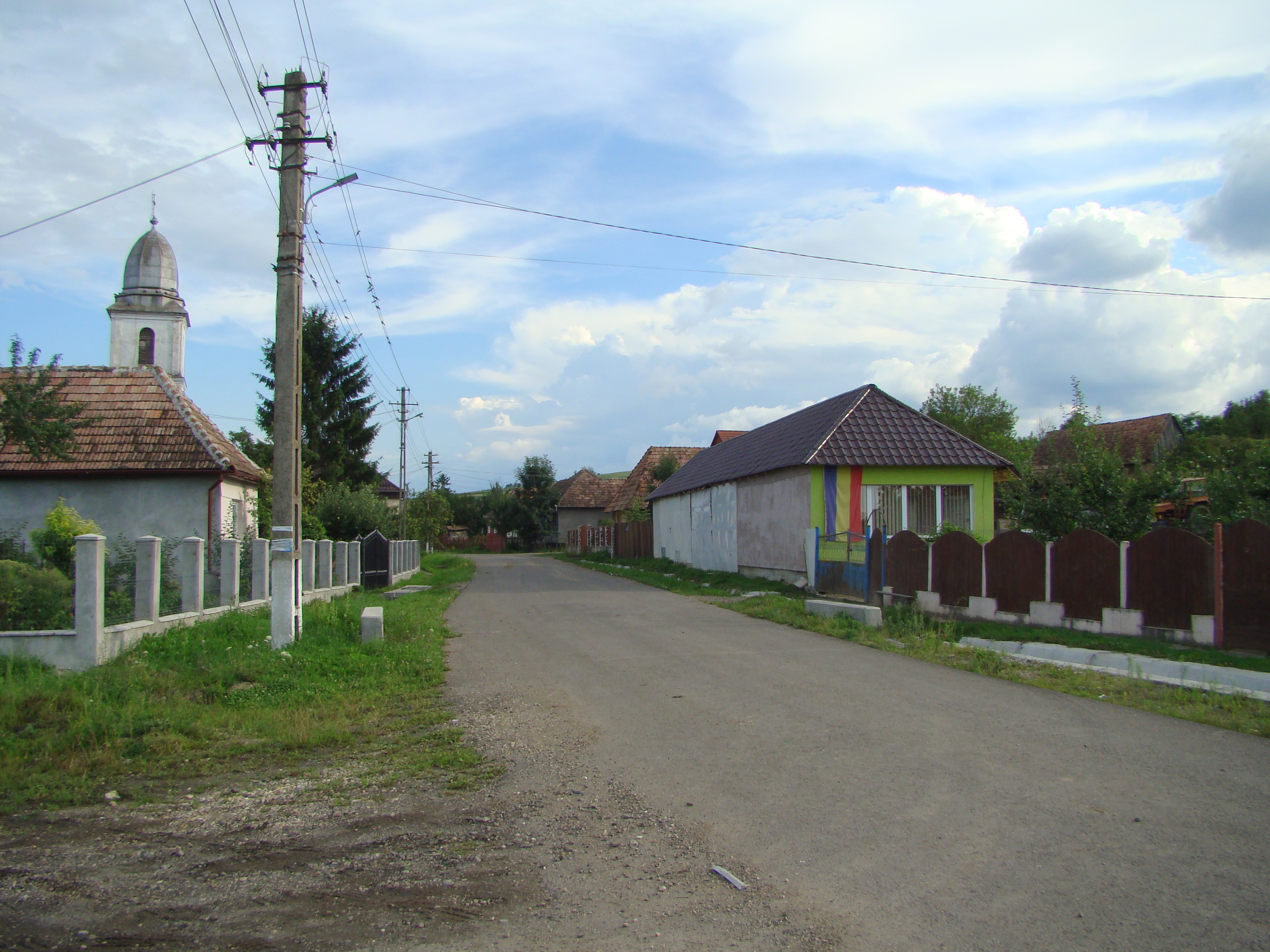
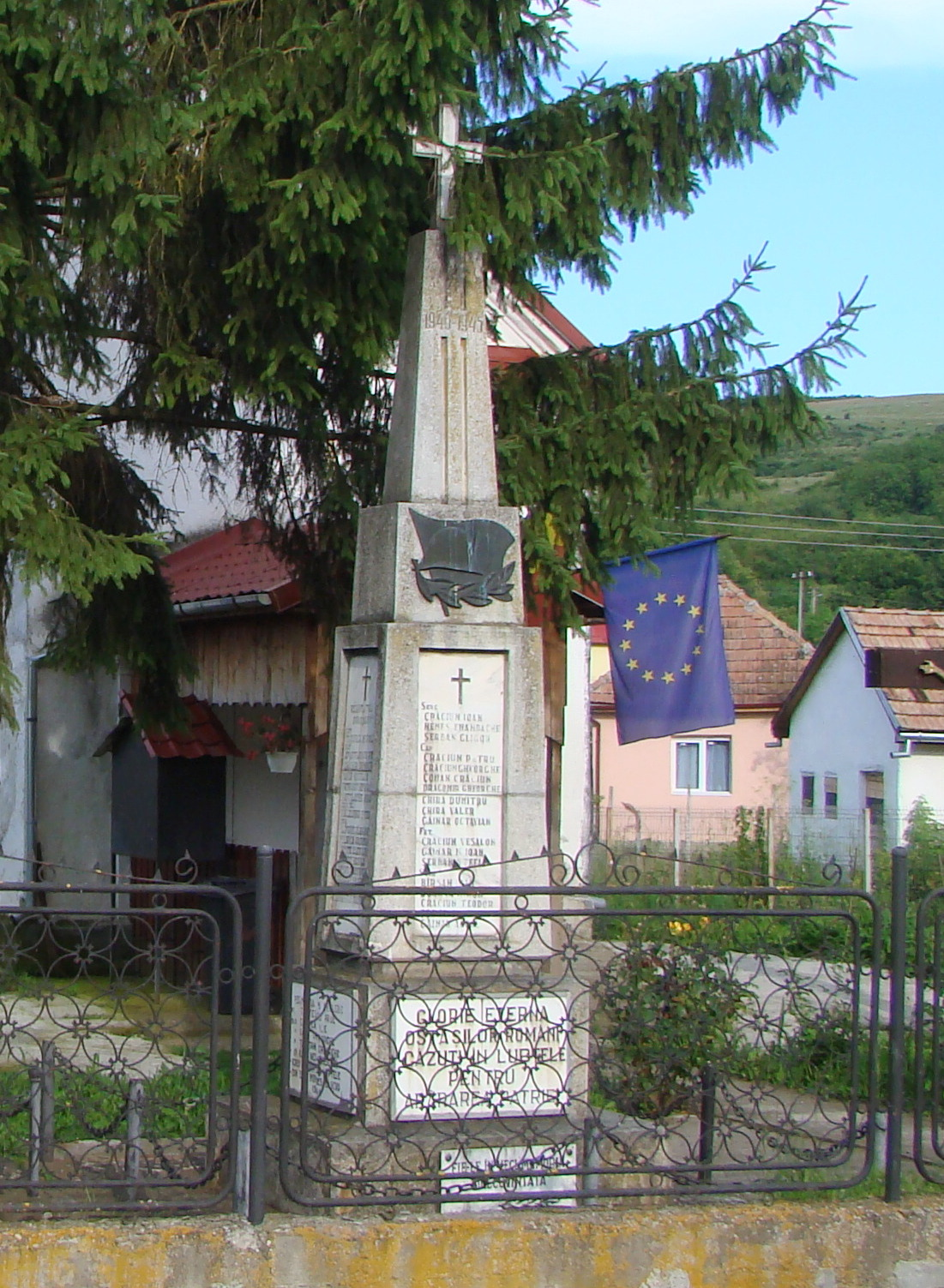
Monumentul eroilor
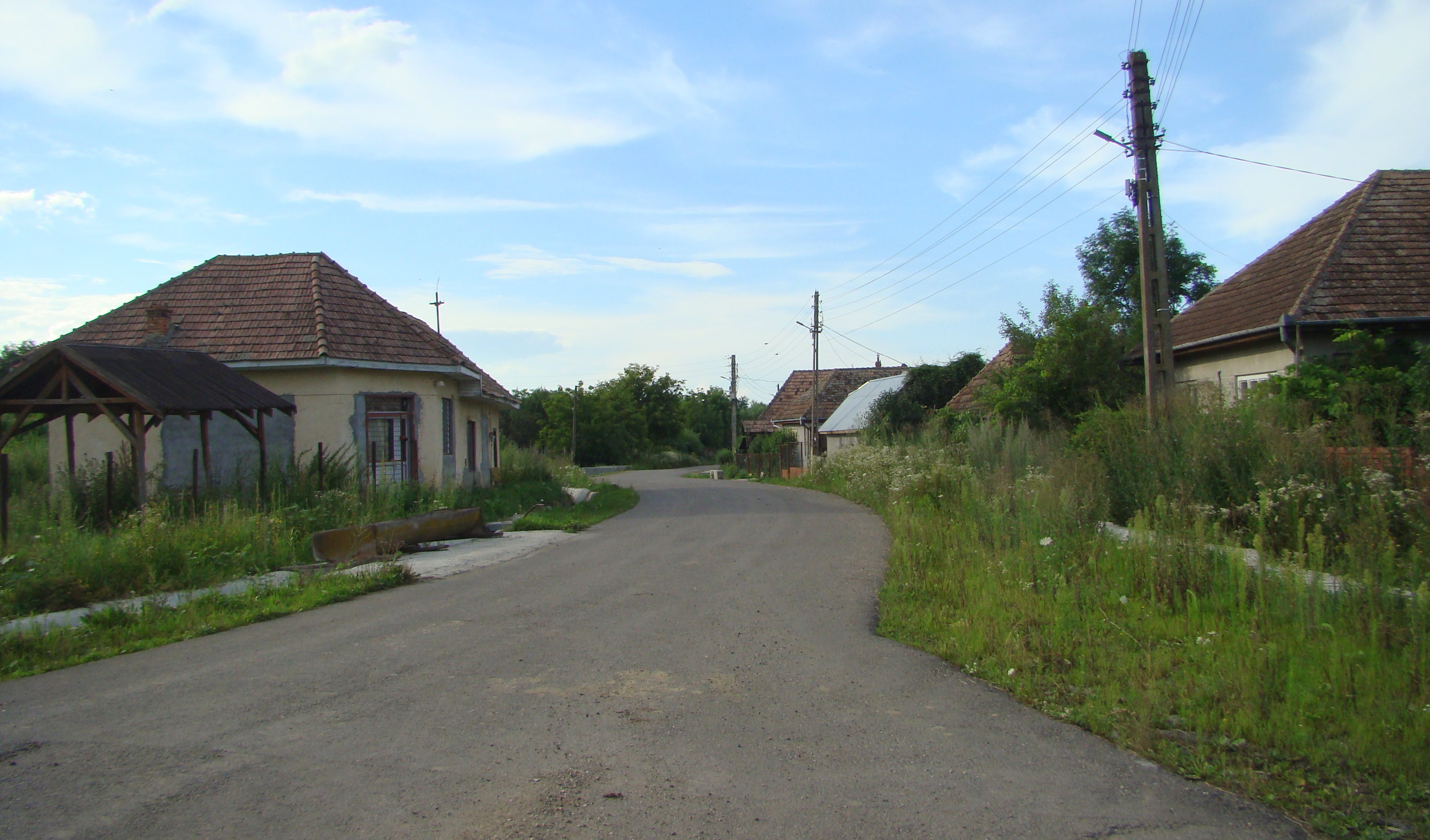
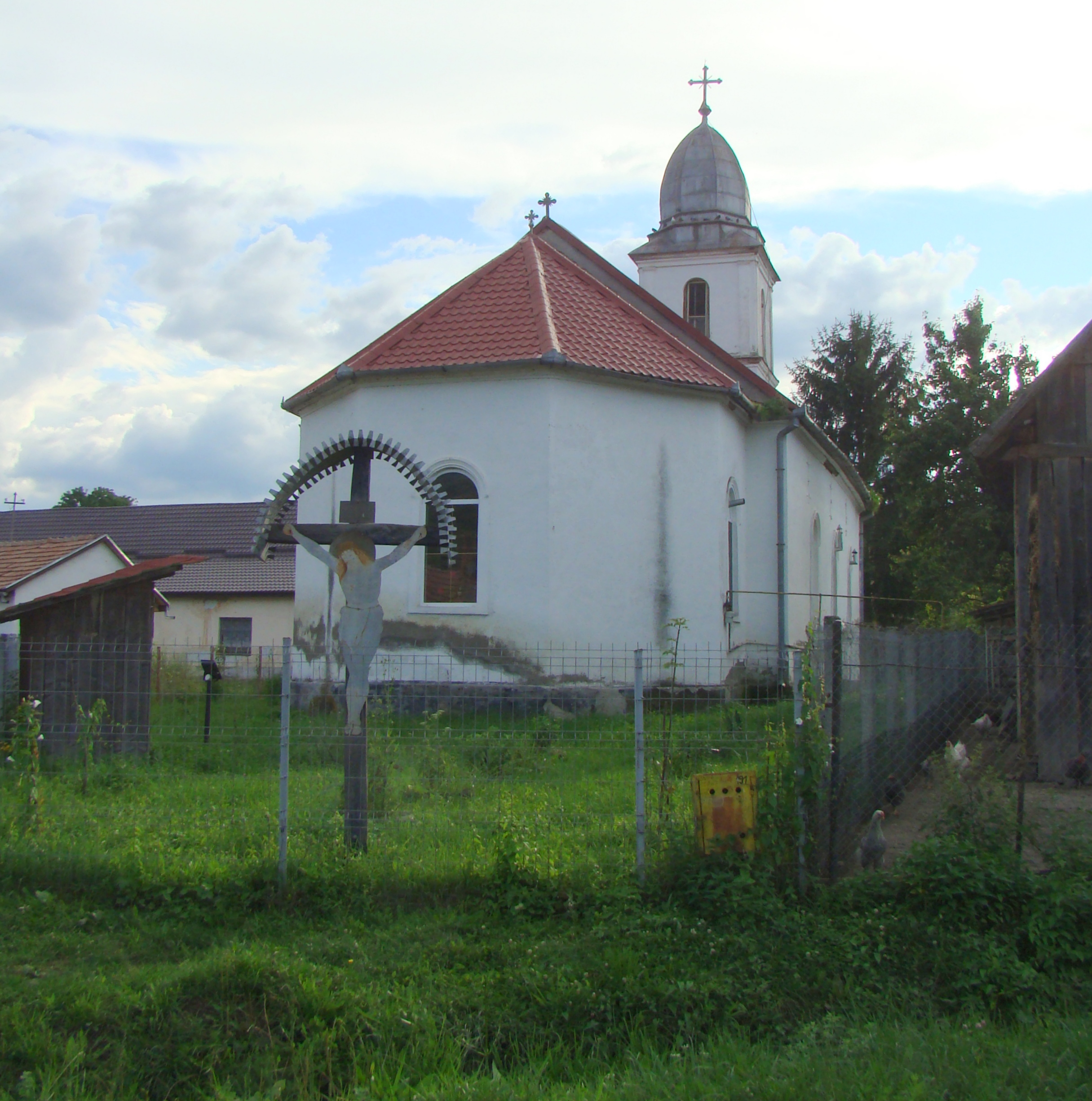
Biserica veche greco-catolică
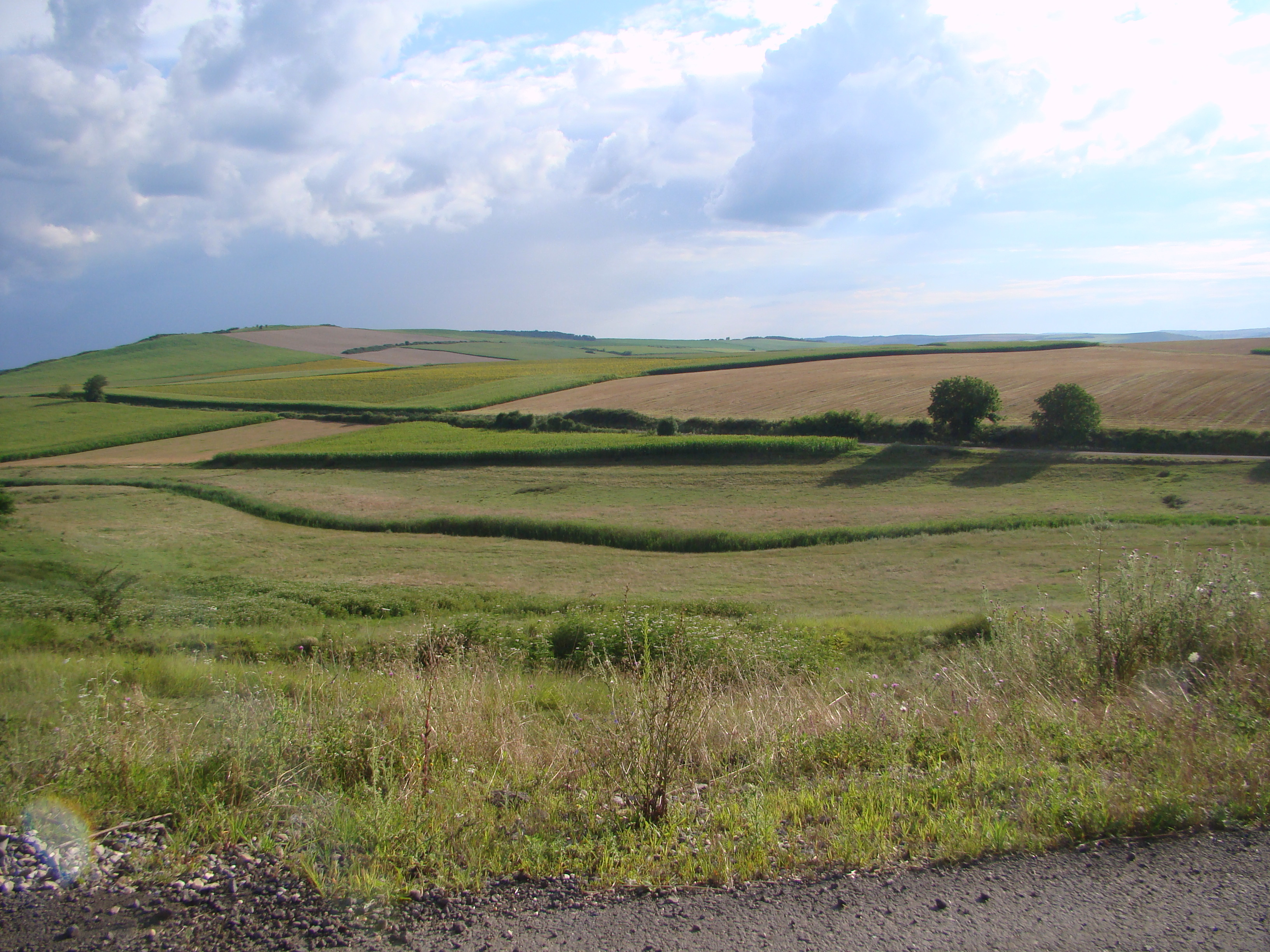
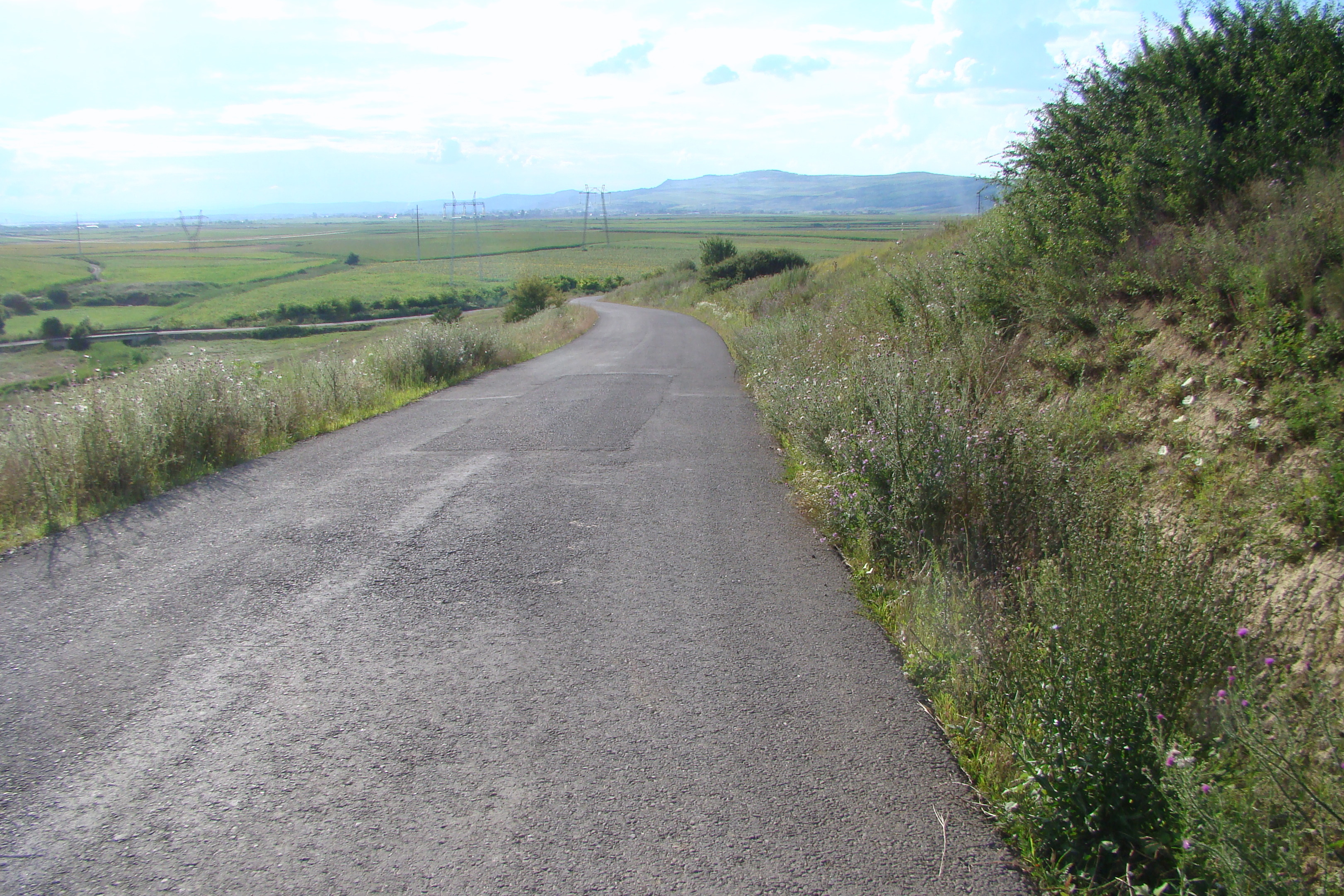